# Тип структуры

## Определение
Пусть {\displaystyle {\mathcal {B}}} есть категория, объекты которой — это конечные множества, а морфизмы — биекции между ними. Всякий функтор F, такой что
{\displaystyle F\colon {\mathcal {B}}\to {\mathcal {B}}};
{\displaystyle F\colon A\mapsto F[A]};
сопоставляющий каждому множеству А множество F-структур на А, называется типом структуры (англ. Combinatorial Species). Если φ есть биекция между множествами A и B, то F[φ] является биекцией между F[A] и F[B] и называется переносом F-структуры посредством φ.

## Примеры
- Тип структуры множества E[A]={A}. Существует только одна структура множества на А — оно само.
- Тип структуры перестановок P[A]=Aut (A). Сопоставляет множество всех перестановок данного множества.